# August 1991
Portal Geschichte | Portal Biografien | Aktuelle Ereignisse | Jahreskalender | Tagesartikel

◄ |
19. Jahrhundert |
20. Jahrhundert
| 21. Jahrhundert

◄ |
1960er |
1970er |
1980er |
1990er
| 2000er | 2010er | 2020er | ►

◄ |
1987 |
1988 |
1989 |
1990 |
1991
| 1992 | 1993 | 1994 | 1995 | ►

◄ |
Mai 1991 |
Juni 1991 |
Juli 1991 |
August 1991 |
September 1991 |
Oktober 1991 |
November 1991 |
►
Dieser Artikel behandelt aktuelle Nachrichten und Ereignisse im August 1991.

## Tagesgeschehen

### Donnerstag, 1. August 1991

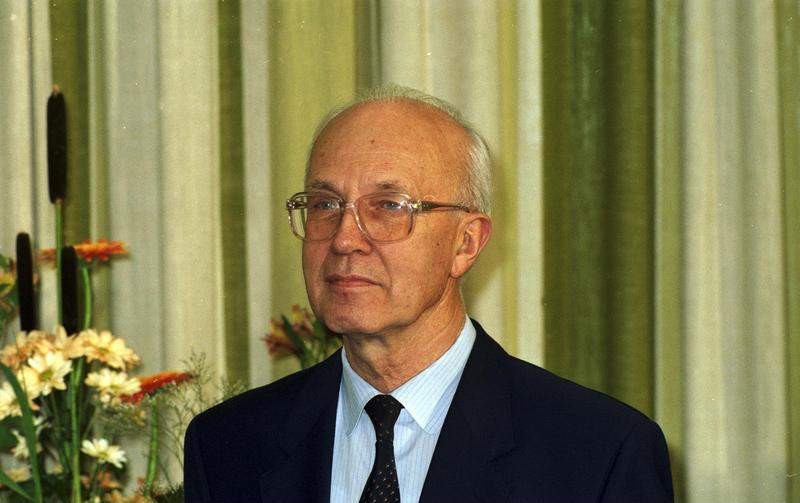
Helmut Schlesinger

- Frankfurt am Main/Deutschland: Helmut Schlesinger wird als Nachfolger von Karl Otto Pöhl Präsident der Bundesbank. Im letzten Jahr sagte Pöhl, der circa elfeinhalb Jahre Amtszeit vorweist, eine „finanzpolitische Katastrophe“ durch die Kosten im Zuge der Herstellung der Deutschen Einheit voraus.[1][2]

### Montag, 5. August 1991
- Deutschland, Sowjetunion: Der Investitionsschutzvertrag zwischen beiden Staaten tritt in Kraft.[3]

### Dienstag, 6. August 1991

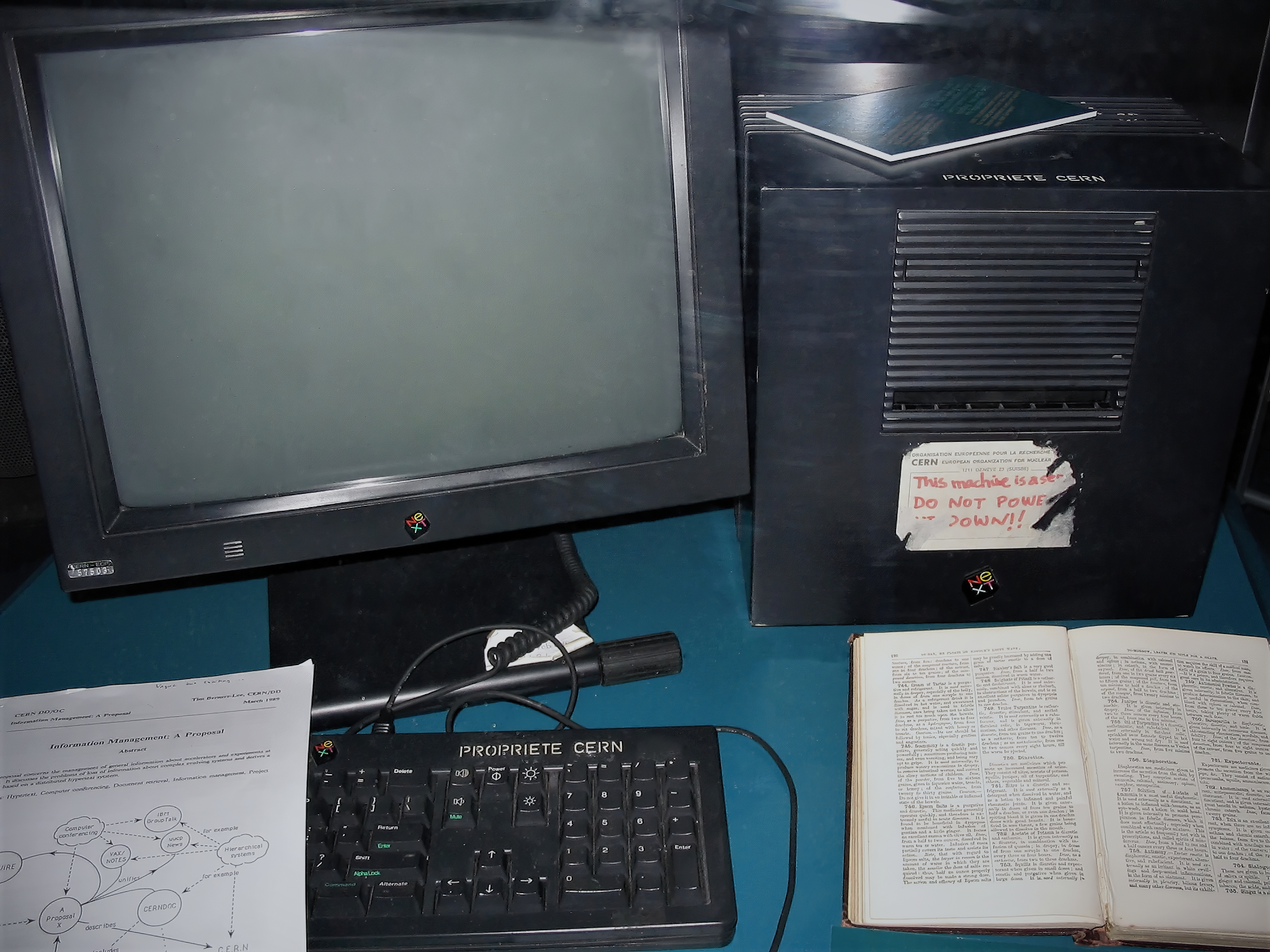
Der erste Server des World Wide Webs, Aufkleber-Notiz: „This machine is a server“

- Genf/Schweiz: Der britische Physiker Tim Berners-Lee, geistiger Vater des elektronischen Austauschs von Hypertext-Dokumenten unter Wissenschaftlern, stellt im Europäischen Kernforschungszentrum CERN die erste Internet-Seite ins World Wide Web. Sie hat den Locator „info.cern.ch“ und adressiert einen Web-Server.[4]

### Donnerstag, 8. August 1991

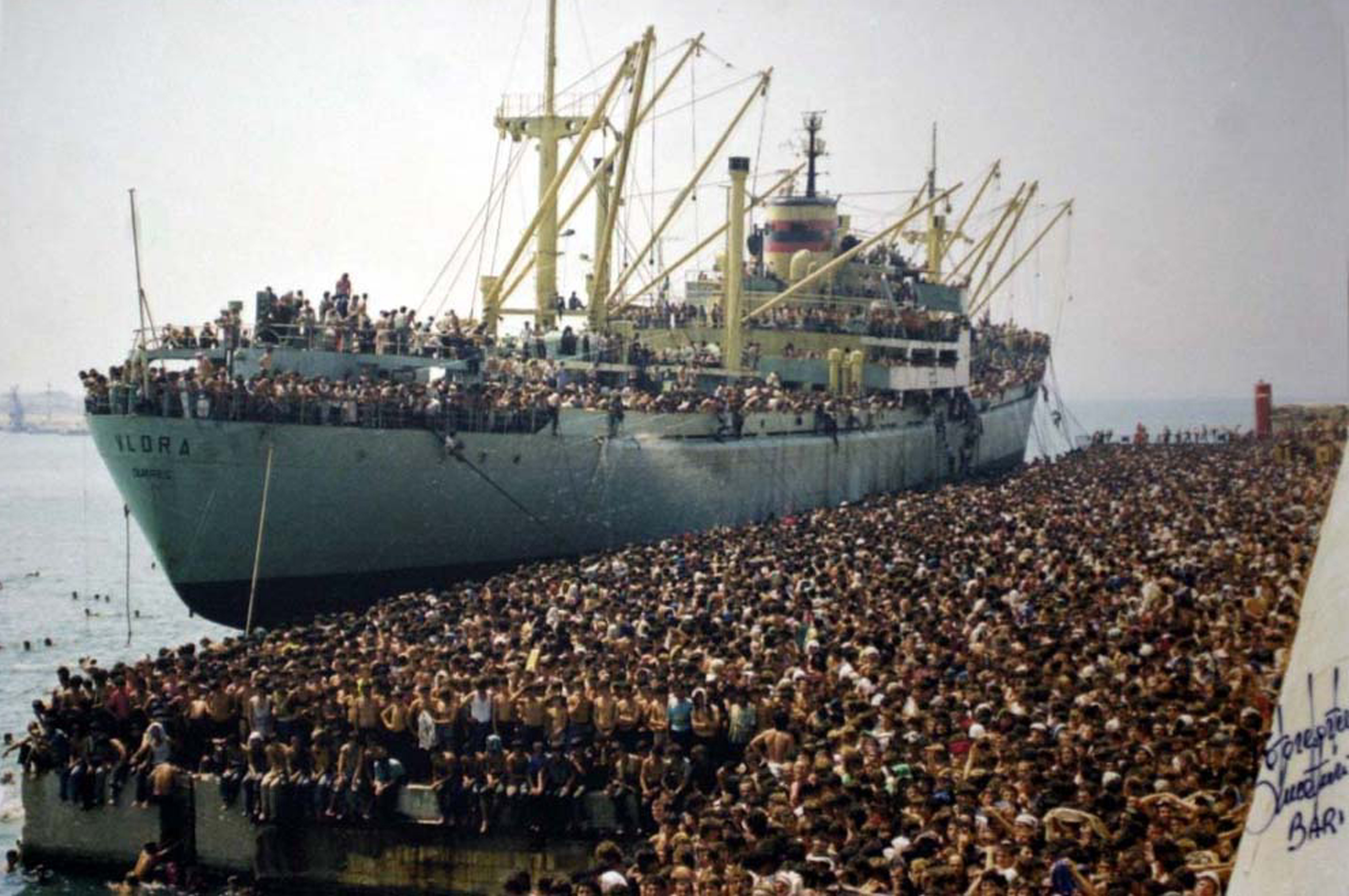
Einwanderer von der Vlora in Bari, Italien

- Bari/Italien: Das staatliche albanische Frachtschiff Vlora erreicht mit 10.000 bis  20.000 albanischen Zivilisten an Bord Süditalien. Die Menschen kaperten das Schiff, um der schweren Wirtschaftskrise in ihrer Heimat zu entkommen. Nun droht ihnen die Abschiebung aus Italien.[5]
- Gąbin/Polen: Bei Wartungsarbeiten stürzt der Sendeturm Konstantynów ein. Er galt bis heute mit seiner Höhe von 646,38 m als höchstes Bauwerk der Welt.[6]

### Mittwoch, 14. August 1991
- Bochum/Deutschland: Das Amtsgericht beschließt die bundesweite Beschlagnahmung der Video-Version aus dem Jahr 1982 des italienisch-US-amerikanischen Horrorfilms Zombie, weil einige der Filmszenen gegen § 131 des Strafgesetzbuchs verstoßen.[7]
- Vientiane/Laos: Die Oberste Volksversammlung nimmt, fast 16 Jahre nach Ausrufung der Demokratischen Volksrepublik, die erste Verfassung des sozialistisch regierten Landes an.[8]

### Donnerstag, 15. August 1991
- Addis Abeba/Äthiopien: Im Nachgang der Friedenskonferenz im vorigen Monat wird ein „Übergangsparlament“ gebildet. Jeweils zwölf Sitze erhalten die Demokratische Organisation des Oromovolkes, die Demokratische Volksbewegung der Äthiopischen Völker, die Oromo-Befreiungsfront und die Volksbefreiungsfront von Tigray. Weitere 39 Sitze verteilen sich an kleinere Fraktionen. In dem Land herrscht ein politisches Vakuum, seit im Mai die Regierung der Demokratischen Volksrepublik Äthiopiens gestürzt wurde.[9]

### Sonntag, 18. August 1991
- Foros/Sowjetunion: Das Staatsoberhaupt der Sowjetunion Michail Gorbatschow wird in seiner Datscha während seines Urlaubs auf der Krim von bewaffneten Männern überrascht. Diese verhindern auf unbestimmte Zeit jeglichen Kontakt des KPdSU-Generalsekretärs mit der Außenwelt.[10]

### Montag, 19. August 1991

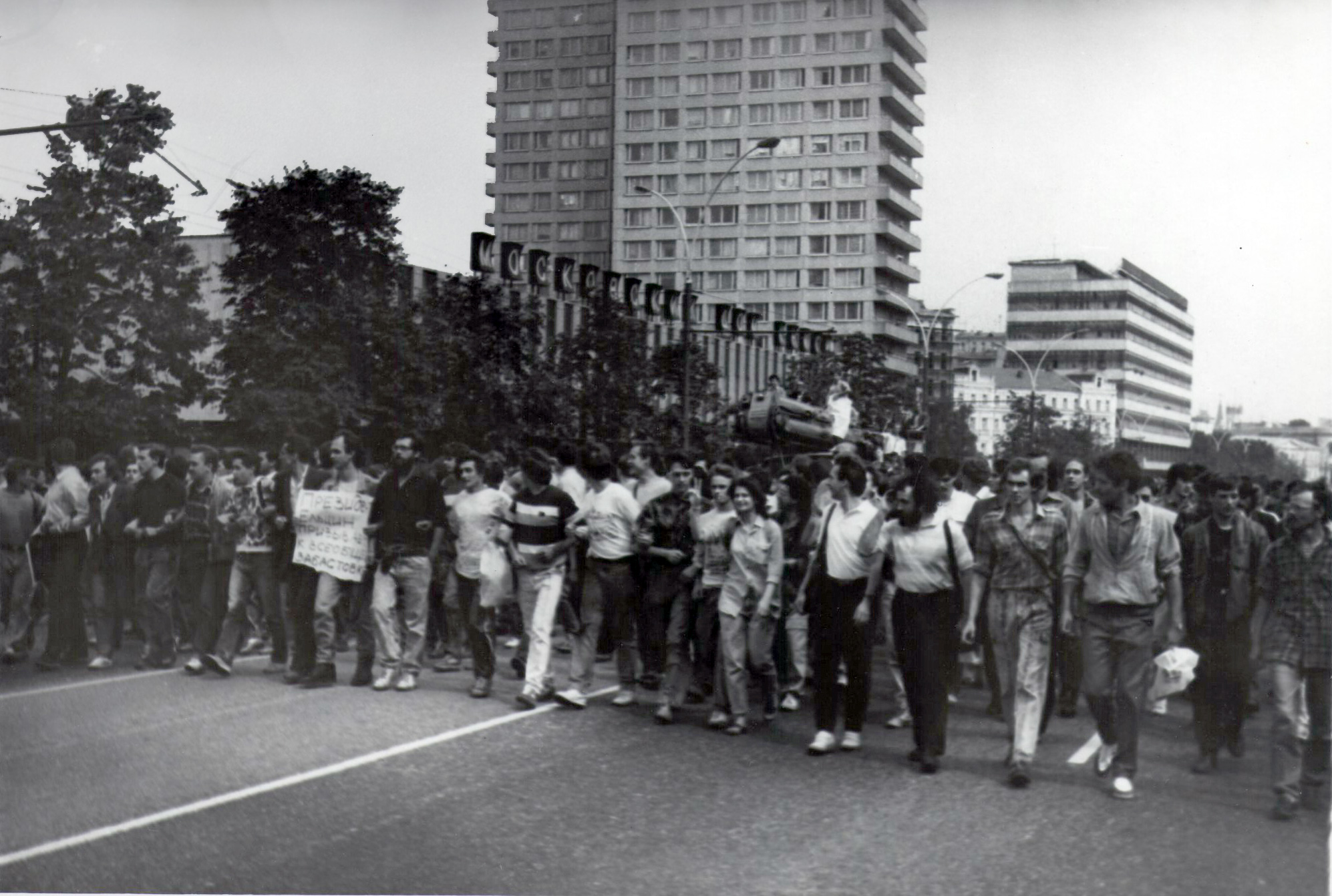
Volkserhebung gegen den Putsch in Moskau

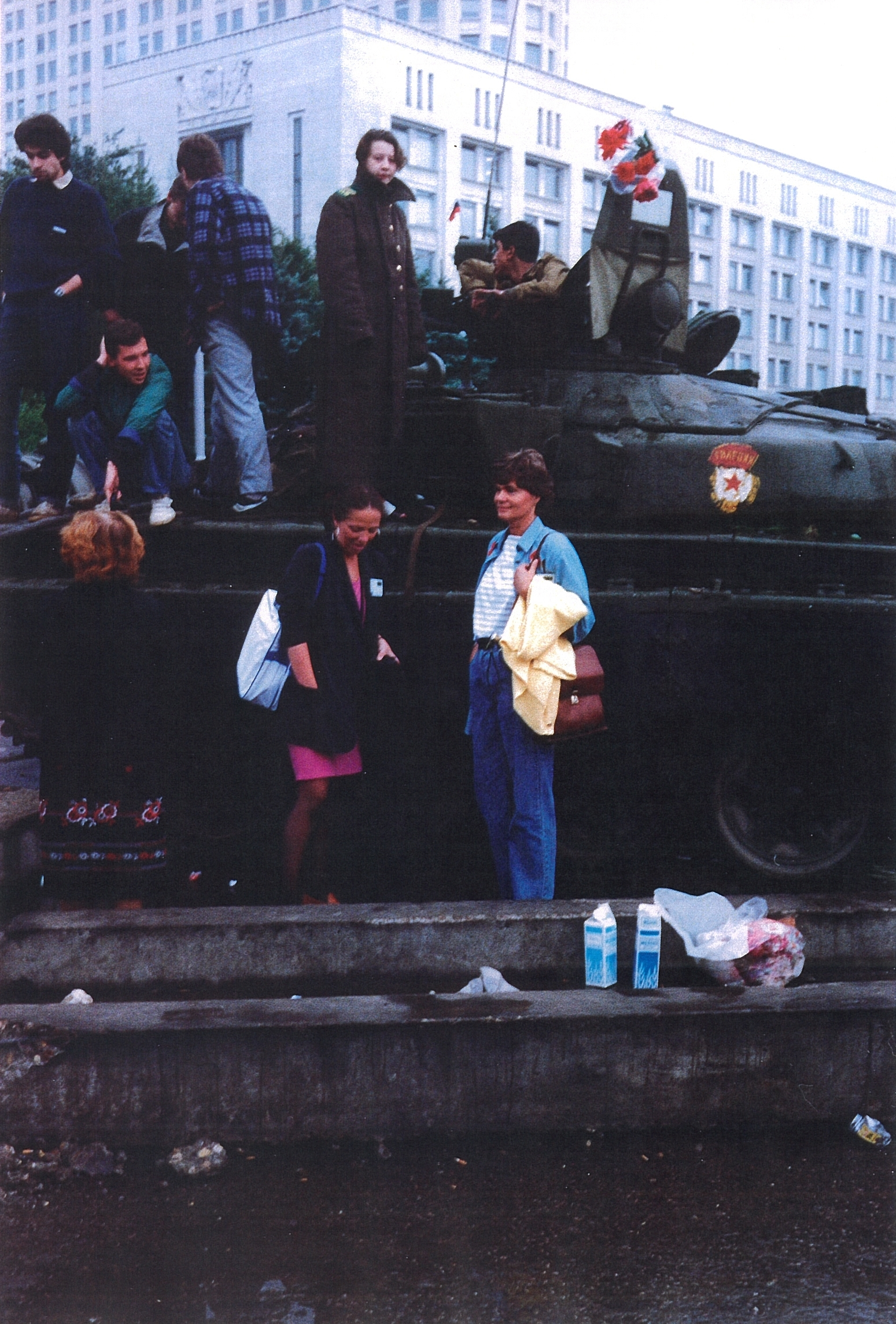
Ein festgesetzter Panzer vor dem Weißen Haus in Moskau

- Moskau/Sowjetunion: Ein Putschversuch reaktionärer Kommunisten gegen ihren Parteichef Michail Gorbatschow (KPdSU), den sowjetischen Staatspräsidenten, überrascht die politische Elite sowie die Einwohner Moskaus. Unmittelbar formiert sich auf den Straßen der Widerstand des Volks. Die Zivilisten stellen sich den Putschisten in den Weg und errichten notdürftig Barrikaden gegen deren Panzer.[11]
- Sowjetunion: Am Abend des Augustputsches in Moskau, welcher aus der KPdSU heraus geleitet wird, erklären alle Unionsrepubliken der Sowjetunion den Versuch der Putschisten, den Präsidenten der Sowjetunion Michail Gorbatschow zu entmachten, für illegal. Den Putschisten fehlt damit nicht nur die Unterstützung der Straße, sie sind auch auf politischer Ebene bislang isoliert.[12]

### Dienstag, 20. August 1991
- Tallinn/Sowjetunion: Der Oberste Sowjet der Estnischen SSR, dessen Zusammensetzung in teilweise freien Wahlen im März 1990 bestimmt wurde und das inzwischen den Namen „Parlament der Estnischen Republik“ trägt, nimmt die Erklärung zur staatlichen Souveränität der Republik Estland an. 1940 war das Land an die Sowjetunion gefallen.[13]

### Mittwoch, 21. August 1991
- Moskau/Sowjetunion: In der Nacht zum 21. August kommen in Moskau drei Menschen ums Leben, als Panzer der Putschisten vergeblich versuchen, die um den russischen Parlamentssitz errichteten Barrikaden zu durchbrechen. Im Lauf des Tages wechseln immer mehr Truppenteile die Seiten und unterstellen sich Boris Jelzin; bereits gegen 8 Uhr morgens ziehen die ersten Einheiten aus Moskau wieder ab. Eine Delegation der Putschisten versucht, von Gorbatschow eine Legitimierung zu erreichen, jedoch lehnt dieser ab und fordert die Wiederherstellung der Kommunikationsverbindungen zwischen der Datscha auf der Krim, in der er festgehalten wird, und der Außenwelt. Unterdessen beschließt das Präsidium des Obersten Sowjets der Sowjetunion, dass die Entmachtung Gorbatschows sowie alle von den Putschisten erlassenen Dekrete illegal seien. Gegen 17.00 Uhr ordnet Janajew die Auflösung des von ihm geführten Notstandskomitees an. Gorbatschow kehrt am Abend nach Moskau zurück, der Putsch ist nach drei Tagen gescheitert.[14]

### Freitag, 23. August 1991

Die neue Flagge der Russischen SFSR

- Moskau/Sowjetunion: Die Russische Sowjetrepublik (RSFSR) führt die Flagge Russlands als offizielles Symbol wieder ein und der Präsident der Unionsrepublik Boris Jelzin verbietet der Kommunistischen Partei jegliche Aktivitäten auf dem Gebiet der RSFSR, was einer Auflösung der Partei gleichkommt.[15][16]

### Samstag, 24. August 1991
- Kiew/Sowjetunion: Der Oberste Sowjet der Ukrainischen SSR erklärt die staatliche Unabhängigkeit der Ukraine von der Sowjetunion. Über die Annahme der Unabhängigkeitserklärung soll die Bevölkerung in einem Referendum entscheiden. Mit der sowjetischen Zentralregierung in Moskau wurde keine Übereinkunft über die ukrainische Souveränität getroffen. Der Oberste Sowjet der Ukrainischen SSR stimmte bereits im Juli 1990 über dieselbe Frage ab, doch die Ukraine blieb völkerrechtlich ein Teil der Sowjetunion.[17][18]
- Moskau/Sowjetunion: Staatsoberhaupt Michail Gorbatschow erklärt seinen Rücktritt als Generalsekretär der Kommunistischen Partei der Sowjetunion.[19]

### Sonntag, 25. August 1991

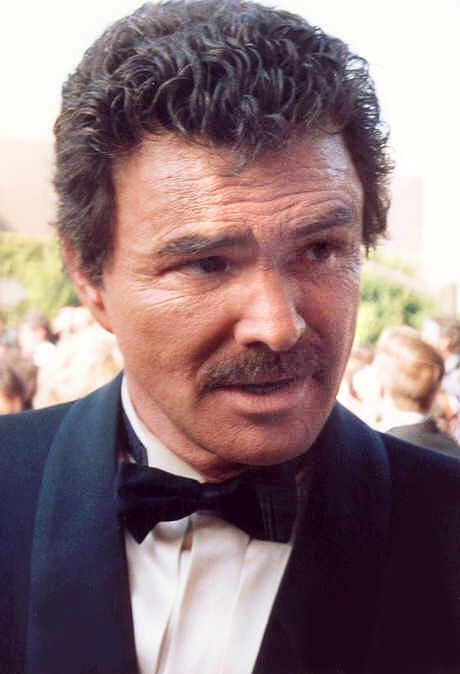
Burt Reynolds bei den Emmy Awards

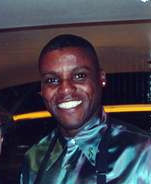
Carl Lewis

- Helsinki/Finnland: Der Informatik-Student Linus Torvalds gibt bekannt, an einem modular aufgebauten freien Betriebssystem mit Unix-Architektur zu arbeiten.[20]
- Minsk/Sowjetunion: Das Parlament der Belarussischen SSR erhebt die einseitige Erklärung der staatlichen Unabhängigkeit Belarus’ von der Sowjetunion in den Rang eines Gesetzes. Der Schritt hat bis auf Weiteres keine völkerrechtlichen Konsequenzen.[21][22]
- Pasadena/Vereinigte Staaten: Bei der Verleihung des Fernsehpreises Emmy wird u. a. Burt Reynolds, Protagonist der Serie Daddy schafft uns alle, ausgezeichnet.[23]
- Tokio/Japan: Der amerikanische Sprinter Carl Lewis unterbietet in elektronisch gestoppten 9,86 s den Weltrekord (9,90 s) im 100-Meter-Lauf, den Leroy Burrell zwei Monate zuvor aufstellte.[24]

### Dienstag, 27. August 1991
- Kischinjew/Sowjetunion: Die so genannte „Große Nationalversammlung“ der Unionsrepublik Moldauische SSR nimmt den endgültigen Text der Unabhängigkeitserklärung der westlich der Ukrainischen SSR gelegenen Republik Moldau an.[25]

### Donnerstag, 29. August 1991
- Moskau/Sowjetunion: Der Oberste Sowjet der Sowjetunion verbietet „vorläufig“ die Kommunistische Partei (KPdSU), zu der alle De-facto- und tatsächlichen Staatsoberhäupter des Landes gehörten. Der aktuelle Präsident der Union Michail Gorbatschow legte zwar am Samstag seine Ämter in der KPdSU nieder, stellte aber sein Amt als Staatsoberhaupt bislang nicht zur Verfügung.[26]
- Weimar/Deutschland: Hans-Dietrich Genscher, Roland Dumas und Krzysztof Skubiszewski, die Außenminister von Deutschland, Frankreich und Polen, geben eine gemeinsame Erklärung zur Zukunft Europas ab, in der sie betonen, dass die Europäische Integration der „Kern“ der „Stärke des neuen Europas“ sei.[27]

### Freitag, 30. August 1991
- Baku/Sowjetunion: Der Oberste Sowjet der Aserbaidschanischen SSR erklärt die Wiederherstellung der staatlichen Unabhängigkeit Aserbaidschans.[28]

### Samstag, 31. August 1991
- Berlin/Deutschland: Die Anstalt des öffentlichen Rechts Treuhandanstalt zieht die Geldbestände auf den Bankkonten der Partei PDS ein. Es handelt sich nach Angaben von Treuhand und PDS um das so genannte „Altvermögen“ der „Partei der Arbeiterklasse“ SED aus deren Regierungszeit in der Deutschen Demokratischen Republik. Die PDS ist die Nachfolgepartei der SED.[29]
- Bischkek/Sowjetunion: Die Kirgisische SSR erklärt einseitig ihre Unabhängigkeit von der Sowjetunion, zugleich wird die 1926 nach Michail Frunse benannte Hauptstadt auf den Namen „Bischkek“ umgetauft.[30]
- Bonn/Deutschland: Die Ministerpräsidenten der deutschen Länder unterzeichnen den Staatsvertrag über den Rundfunk im vereinten Deutschland. Er regelt u. a. die Finanzierung des Öffentlich-rechtlichen Rundfunks durch Rundfunkbeitrag, Radio- und TV-Werbung sowie Sponsoring.[31]
- Singapur/Singapur: Die Parlamentswahl führt zu einem leichten Rückgang der Sitze der regierenden Volksaktionspartei. Nach der letzten Wahl 1988 entfielen 80 der 81 Sitze im Parlament auf sie, nun sind es 77.[32]
- Taschkent/Sowjetunion: Der Oberste Sowjet der Usbekischen SSR erklärt die Unabhängigkeit der „Republik Usbekistan“ von der Sowjetunion.[33]